# Сёмин, Юрий Юрьевич
Ю́рий Ю́рьевич Сёмин (1 июня 1950, Москва — 25 декабря 2023, Москва) — советский и российский юрист, государственный советник юстиции 2-го класса. Прокурор Москвы (2006—2011).

## Биография
Родился 1 июня 1950 года в Москве.
В 1977 году окончил Всесоюзный юридический заочный институт.
В 1967—1968 годах — лаборант НИИ химических материалов.
В 1968—1970 годах — служба в Вооружённых Силах.
В 1971—1972 годах — судебный секретарь военного трибунала Московского гарнизона.
В 1972—1976 годах — судебный секретарь военного трибунала в/ч 55422.
В 1976—1977 годах — стажёр прокуратуры Тушинского района города Москвы.
В 1977—1981 годах — прокурор отдела по надзору за следствием и дознанием в органах МВД прокуратуры города Москвы.
В 1981—1984 годах — заместитель начальника отдела по надзору за следствием и дознанием в органах внутренних дел следственного управления прокуратуры города Москвы.
В 1984—1987 годах — начальник отдела по надзору за следствием и дознанием в органах внутренних дел следственного управления прокуратуры города Москвы.
В 1987—1991 годах — прокурор Перовского района города Москвы.
В 1991—1992 годах — начальник организационно-контрольного отдела прокуратуры города Москвы.
В 1992—1995 годах — начальник отдела организационного обеспечения и контроля прокуратуры города Москвы.
В 1995—2001 годах — заместитель прокурора города Москвы.
В 2001—2005 годах — заместитель начальника Главного управления Министерства юстиции Российской Федерации по городу Москве.
В 2005—2006 годах — заместитель руководителя Главного управления Федеральной регистрационной службы по Москве — заместитель главного государственного регистратора Москвы.
В 2006—2011 годах — прокурор города Москвы.
С 2011 по 2017 год проходил службу в Генеральной прокуратуре Российской Федерации в должности начальника управления по надзору за исполнением законодательства о противодействии коррупции, затем — советником Генерального прокурора Российской Федерации.
Скончался 25 декабря 2023 года на 74-м году жизни в Москве от обширного инфаркта.

## Награды
- Медаль «В память 850-летия Москвы»
- Заслуженный юрист Российской Федерации
- Почётная грамота Президента Российской Федерации
- Почётный работник прокуратуры Российской Федерации
- Медаль Анатолия Кони
- Нагрудный знак «За безупречную службу»
- Знак отличия «За верность Закону» I степени

## Критика
По мнению газеты «Известия», в разгар «игорного скандала» информированного экс-прокурора Москвы Сёмина «спрятали от следствия» в аппарате главка.